# Liste der Kulturgüter in Saicourt
Die Liste der Kulturgüter in Saicourt enthält alle Objekte in der Gemeinde Saicourt im Kanton Bern, die gemäss der Haager Konvention zum Schutz von Kulturgut bei bewaffneten Konflikten, dem Bundesgesetz vom 20. Juni 2014 über den Schutz der Kulturgüter bei bewaffneten Konflikten sowie der Verordnung vom 29. Oktober 2014 über den Schutz der Kulturgüter bei bewaffneten Konflikten unter Schutz stehen.
Objekte der Kategorien A und B sind vollständig in der Liste enthalten, Objekte der Kategorie C fehlen zurzeit (Stand: 9. April 2024). Unter übrige Baudenkmäler sind geschützte Objekte zu finden, die im Bauinventar des Kantons Bern als «schützenswert» verzeichnet sind.

## Kulturgüter
| Foto |                                                                                         | Objekt                                                                                                   | Kat. | Typ | Standort                               | Beschreibung |
| ---- | --------------------------------------------------------------------------------------- | --- | ---- | --- | -------------------------------------- | --- |
| ja   | Datei hochladen · Wikidata zu Ehemalige Prämonstratenserabtei und Abteikirche (Q668391) | Ehemalige Prämonstratenserabtei und Abteikirche / Ancienne abbaye prémontrée et abbatiale KGS-Nr.: 01203 | A    | G   | Bellelay, L’Abbaye 2 579564 / 234834   | Um 1140 gegründetes ehemaliges Kloster der Prämonstratenser, 1797 säkularisiert und seit 1891 als psychiatrische Klinik genutzt. Die heute bestehenden Konventgebäude entstanden in den Jahren 1728 bis 1738 und sind der grösste barocke Architekturkomplex im Kanton Bern. Das Bauensemble umfasst drei U-förmige Flügel rund um einen Innenhof, unterbrochen von vier Eckpavillons. Im Norden steht die Abteikirche (etwas ausserhalb der Achse). Die in den Jahren 1708 bis 1714 durch Franz Beer erbaute ehemalige Abteikirche gilt als ein Meisterwerk der barocken Baukunst und ist der westlichste Vertreter einer Wandpfeilerkirche nach dem Vorarlberger Münsterschema. Schlichter Putzbau mit knapp vorspringendem Querschiff, eingezogenem quadratischem Altarhaus und einer Zweiturmfront in Haustein. Im Innern weiter Raum mit eingezogenen Wandpfeilern, denen verkröpfte korinthische Pilaster unter Kämpfergebälken vorgeblendet sind; darüber Tonnengewölbe emit Stichkappen. |
| BW   | Datei hochladen · Wikidata zu Sägerei Paroz (Q110821216)                                | Sägerei Paroz / Scierie Paroz KGS-Nr.: 16792                                                             | B    | G   | Route de la Scierie 45 581994 / 232528 | |

## Übrige Baudenkmäler
Hinweis: Anstelle der KGS-Nummer wird als Objekt-Identifikator (ID) die Grundstücksnummer verwendet.
| ID   | Foto |                                                                 | Objekt | Typ | Standort                                         | Beschreibung |
| ---- | ---- | --------------------------------------------------------------- | --- | --- | ------------------------------------------------ | ------------ |
| 82   | BW   | Datei hochladen                                                 | Speicher (1688) / Grenier (1688) | G   | Route de la Scierie 35b 582189 / 232523          |              |
| 83   | BW   | Datei hochladen                                                 | Speicher (1711) / Grenier (1711) | G   | Route de la Scierie 37b 582138 / 232512          |              |
| 86   | BW   | Datei hochladen                                                 | Ehemaliges Bauernhaus (1800) / Ancienne ferme (1800)                                                                                    | G   | Route de la Scierie 39 582092 / 232526           |              |
| 92   | BW   | Datei hochladen                                                 | Sägewerk (1785) / Scierie (1785) | G   | Route de la Scierie 45 581993 / 232528           |              |
| 139  | ja   | Datei hochladen · Wikidata zu Ehemaliges Schulhaus (Q113125208) | Ehemaliges Schulhaus (1875) / Ancienne école (1875)                                                                                     | G   | Le Fuet, Route de Bellelay 1 580621 / 232512     |              |
| 141  | BW   | Datei hochladen                                                 | Brunnen (1867) / Fontaine (1867) | K   | Le Fuet, Route de Bellelay N.N.1 580620 / 232536 |              |
| 178  | BW   | Datei hochladen                                                 | Brunnen (1737) / Fontaine (1737) | K   | Le Fuet, Bout de Bise N.N. 580917 / 232592       |              |
| 228  | BW   | Datei hochladen                                                 | Ehemaliges Bauernhaus (frühes 19. Jh.) / Ancienne ferme (début 19ème s.)                                                                | G   | Le Fuet, La Bottière 4 581084 / 233765           |              |
| 523  | BW   | Datei hochladen                                                 | Brunnen (1868) / Fontaine (1868) | K   | Combe Bordon N.N. 581716 / 232637                |              |
| 738  | ja   | Datei hochladen · Wikidata zu Hotel Bären (Q113125551)          | Hotel Bären (1697/98) / Hôtel de l’Ours (1697/98)                                                                                       | G   | Bellelay, L’Abbaye 1 579435 / 234686             |              |
| 738  | BW   | Datei hochladen                                                 | Ehemalige Stallungen der Herberge des Klosters Bellelay (1740) / Anciennes écuries de l'auberge de l'abbaye de Bellelay (1740)          | G   | Bellelay, L’Abbaye 1a 579408 / 234678            |              |
| 750  | BW   | Datei hochladen                                                 | Umfassungsmauer des ehemaligen Klosters Bellelay (16.–18. Jh.) / Mur d'enceinte de l'ancienne abbaye de Bellelay (16ème–18ème s.)       | G   | Bellelay, L'Abbaye N.N.1 579487 / 234762         |              |
| 750  | BW   | Datei hochladen                                                 | Gartenterrassen des Klosters Bellelay (1752–1754) / Jardins en terrasse de l'abbaye de Bellelay (1752–1754)                             | G   | Bellelay, L'Abbaye N.N.2 579653 / 234911         |              |
| 750  | BW   | Datei hochladen                                                 | Ehemalige Schmiede (16./17. Jh.), in Schule umgewandelt (1909/1910) / Ancienne forge (16ème/17ème s.), transformer en école (1909/1910) | G   | Bellelay, L’Abbaye 2c 579459 / 234818            |              |
| 750  | BW   | Datei hochladen                                                 | Ehemalige Mühle und Ofen (um 1750) / Ancien moulin et four (vers 1750)                                                                  | G   | Bellelay, Le Moulin 2 579838 / 234808            |              |
| 750  | BW   | Datei hochladen                                                 | Ehemalige Handwerksräume des Klosters Bellelay (1749/1790) / Anciens locaux artisanaux de l'abbaye (1749/1790)                          | G   | Bellelay, La Verrerie 2, 4 579539 / 234655       |              |
| 763  | BW   | Datei hochladen                                                 | Speicher (1662) / Grenier (1662) | G   | Bellelay, La Noz 1b 577876 / 234288              |              |
| 792  | BW   | Datei hochladen                                                 | Alter angelegter Friedhof (1800) / Ancien cimetière aménagé (1800)                                                                      | G   | Bellelay, Sous Béroie N.N. 579318 / 234685       |              |
| 800  | ja   | Datei hochladen                                                 | Reformierte Kapelle (1938) / Chapelle protestante (1938)                                                                                | G   | Le Fuet, Route de la Chapelle 9 580765 / 232624  |              |
| 956  | BW   | Datei hochladen                                                 | Brunnen (18./19. Jh.) / Fontaine (18ème/19ème s.)                                                                                       | K   | Le Fuet, Route de Bellelay N.N.2 580383 / 232495 |              |
| 1029 | ja   | Datei hochladen                                                 | Ehemaliger Gutshof des Klosters Bellelay (1766–1768) / Ferme de l'ancien domaine agricole de l'abbaye de Bellelay (1766–1768)           | G   | Bellelay, Le Domaine 1 579572 / 234579           |              |